# Faustas Steponavičius
Faustas Steponavičius (Panevėžys, 8 de junio de 2004) es un futbolista lituano que juega en la demarcación de delantero para el FK Panevėžys de la A Lyga.

## Selección nacional
Hizo su debut con la selección de fútbol de Lituania el 14 de octubre de 2023 en un partido de clasificación para la Eurocopa 2024 contra Bulgaria que finalizó con un resultado de 0-2 a favor del combinado lituano tras un doblete de Pijus Širvys.

## Clubes
| Club                         | País     | Año       | Partidos | Goles |
| ---------------------------- | -------- | --------- | -------- | ----- |
| FK Panevėžys                 | Lituania | 2019-2021 | 3        | 0     |
| Genoa C. F. C.               | Italia   | 2021-2022 | 0        | 0     |
| NK Jarun Zagreb (cedido)     | Croacia  | 2022      | 7        | 0     |
| FK RFS                       | Letonia  | 2023      | 0        | 0     |
| FK Tukums 2000 (cedido)      | Letonia  | 2023      | 15       | 8     |
| PFC Botev Plovdiv            | Bulgaria | 2023-2024 | 23       | 1     |
| PFC Septemvri Sofia (cedido) | Bulgaria | 2024      | 10       | 0     |
| FK Panevėžys (cedido)        | Lituania | 2025-     | 22       | 1     |

## Palmarés

### Títulos nacionales
| Título           | Club              | País     | Año  |
| ---------------- | ----------------- | -------- | ---- |
| Copa de Lituania | FK Panevėžys      | Lituania | 2020 |
| Copa de Bulgaria | PFC Botev Plovdiv | Bulgaria | 2024 |